# Kościół św. Wawrzyńca w Mieszkowie
Kościół Świętego Wawrzyńca w Mieszkowie – rzymskokatolicki kościół parafialny we wsi, dawnym mieście Mieszków, w gminie Jarocin, w powiecie jarocińskim, w województwie wielkopolskim. Mieści się przy ulicy Dworcowej.
Jest to budowla późnobarokowa, murowana, otynkowana, wybudowana w 1767 roku. Została ufundowana przez właściciela miasta, Ludwika Hersztopskiego. Wieża mieści się przy elewacji zachodniej i posiada trzy kondygnacje. Do wyposażenia kościoła należą dwa boczne ołtarze w stylu rokokowym z XVIII wieku oraz barokowy krucyfiks w nowym ołtarzu. Ambona i chrzcielnica, przystrojone rzeźbami atlantów, pochodzą z drugiej połowy XVIII stulecia.. Na ścianie świątyni umieszczone są epitafia ku czci Ludwika Herstopskiego - założyciela miasta oraz posła Władysława Taczanowskiego.